# 布赫貝格山
47°12′05″N 8°54′32″E / 47.201407°N 8.908932°E

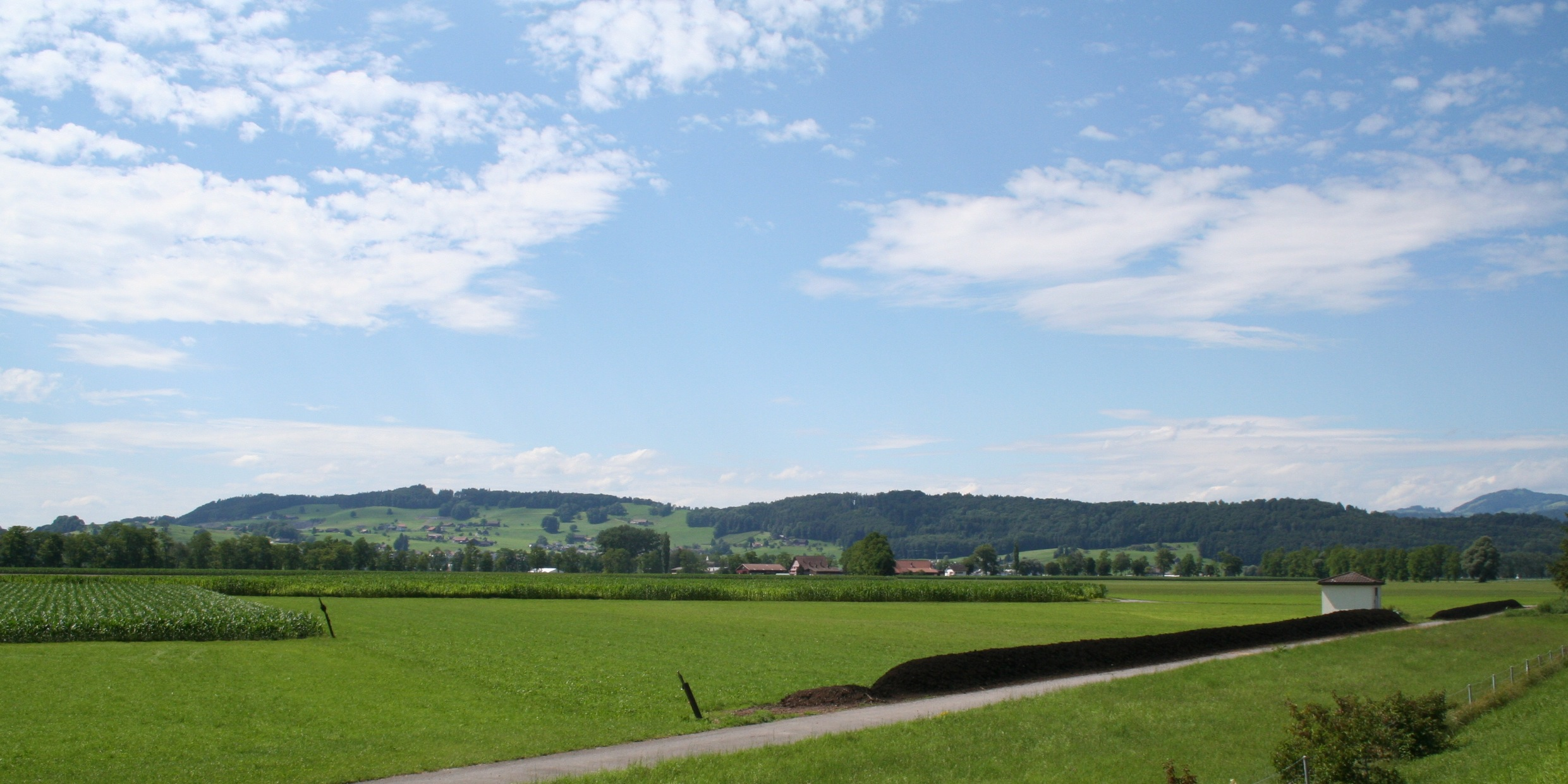

布赫貝格山（德語：Buchberg），是瑞士的山峰，位於該國中部，由施維茨州負責管轄，距離伯爾尼110公里，該山峰海拔高度631米，每年平均降雨量1,869毫米。